# Prêmio de Sexto Homem do Ano

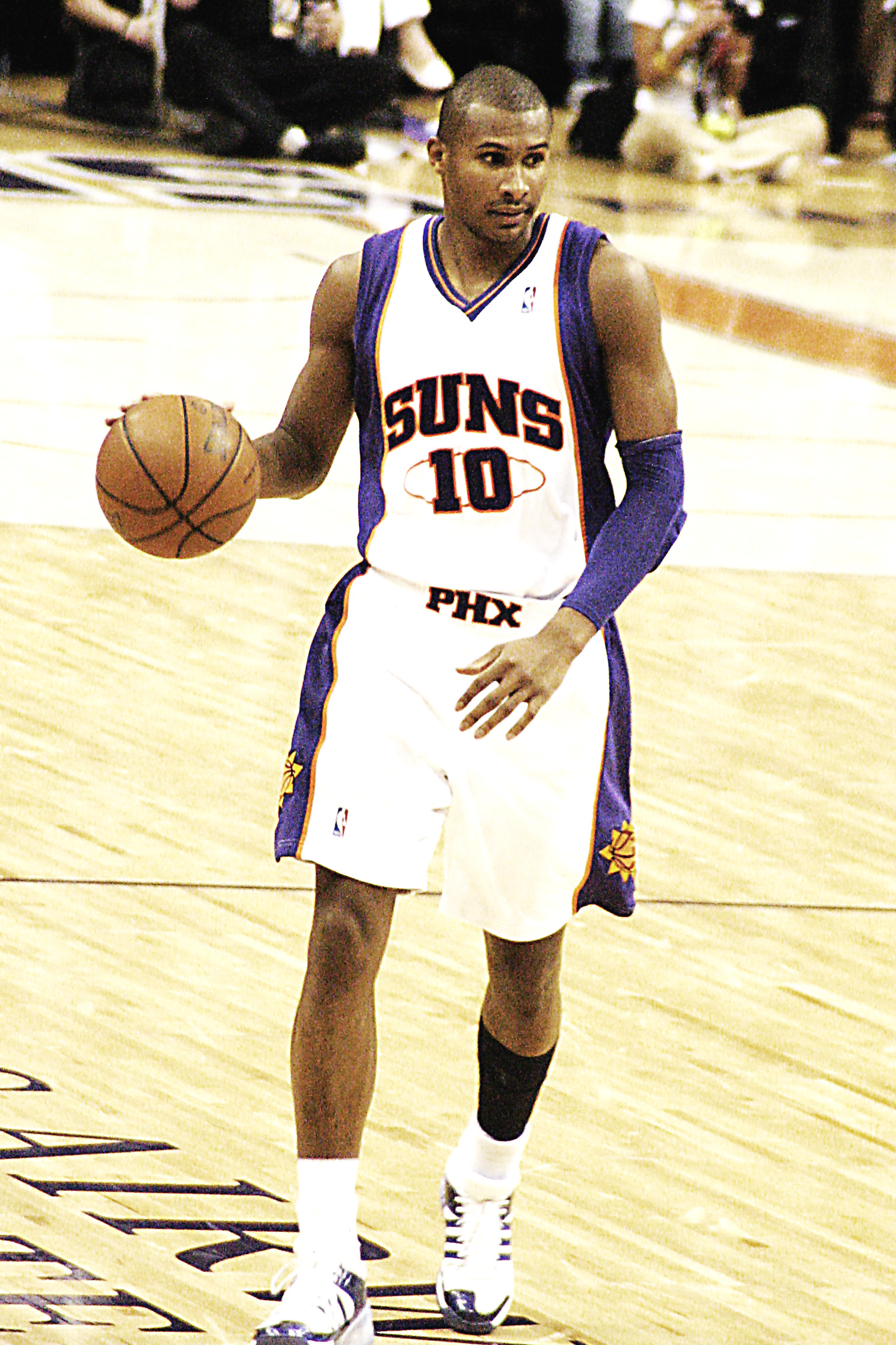
Leandro Barbosa conquistou o prêmio na temporada de 2006-07

O NBA Sixth Man of the Year Award (em português: Prêmio do Sexto Homem do Ano da NBA) é um prêmio anual concedido pela National Basketball Association (NBA) desde a temporada da NBA de 1982-83 para o melhor jogador substituto. O vencedor é escolhido por um conjunto de jornalistas esportivos dos Estados Unidos e Canadá.
Cada juiz vota em primeiro, segundo e terceiro lugares. Cada primeiro lugar vale cinco pontos; cada segundo lugar vale três pontos; e cada terceiro lugar vale um ponto. O jogador com o maior total de pontos, independentemente do número de votos em primeiro lugar, ganha o prêmio. Para ser elegível para o prêmio, um jogador deve sair do banco em mais jogos do que ele começa. O vencedor de 2008-09, Jason Terry, teve a média do tempo de jogo mais elevado de qualquer sexto homem numa época premiada; terminou o ano com uma média de 33,7 minutos jogados por jogo com o Dallas Mavericks.
Desde a sua criação, o prêmio foi dado a 30 jogadores. O destinatário mais recente é Jordan Clarkson. Jamal Crawford e Lou Williams são os únicos três vencedores do prêmio. Kevin McHale, Ricky Pierce e Detlef Schrempf ganharam o prêmio duas vezes. Bobby Jones foi o vencedor inaugural do prêmio para a temporada 1982-83 da NBA. McHale, Toni Kukoč, Bobby Jones e Bill Walton são os únicos membros do Hall da Fama que ganharam o prêmio; Walton, junto com James Harden, são os únicos vencedores que ganharam honras de MVP da NBA em suas carreiras.
Manu Ginóbili, Detlef Schrempf, Leandro Barbosa, Toni Kukoč e Ben Gordon são os únicos premiados que não nasceram nos Estados Unidos. Gordon foi o primeiro jogador a ganhar o prêmio como um novato. Dos cinco vencedores estrangeiros, três foram formados completamente fora dos EUA, nomeadamente Ginóbili, Barbosa e Kukoč. Schrempf jogou dois anos de basquete no ensino médio em Centralia, Washington, antes de jogar basquete universitário em Washington, e Gordon foi criado em Mount Vernon, Nova Iorque e passou a jogar na faculdade em Connecticut.

## Vencedores
| ^           | Denota um jogador ativo atualmente                         |
| *           | Consta no Basketball Hall of Fame                          |
| Jogador (X) | Denota o número de vezes que o jogador conquistou o prêmio |

| Temporada | Jogador             | Posição     | Nacionalidade     | Franquia               |
| --------- | ------------------- | ----------- | ----------------- | ---------------------- |
| 1982-83   | Bobby Jones         | Ala         | Estados Unidos    | Philadelphia 76ers     |
| 1983-84   | Kevin McHale*       | Ala-Pivô    | Estados Unidos    | Boston Celtics         |
| 1984-85   | Kevin McHale* (2)   | Ala-Pivô    | Estados Unidos    | Boston Celtics         |
| 1985-86   | Bill Walton*        | Pivô        | Estados Unidos    | Boston Celtics         |
| 1986-87   | Ricky Pierce        | Armador     | Estados Unidos    | Milwaukee Bucks        |
| 1987-88   | Roy Tarpley         | Ala         | Estados Unidos    | Dallas Mavericks       |
| 1988-89   | Eddie Johnson       | Ala         | Estados Unidos    | Phoenix Suns           |
| 1989-90   | Ricky Pierce (2)    | Armador     | Estados Unidos    | Milwaukee Bucks        |
| 1990-91   | Detlef Schrempf     | Ala         | Alemanha          | Indiana Pacers         |
| 1991-92   | Detlef Schrempf (2) | Ala         | Alemanha          | Indiana Pacers         |
| 1992-93   | Clifford Robinson   | Ala         | Estados Unidos    | Portland Trail Blazers |
| 1993-94   | Dell Curry          | Ala-Armador | Estados Unidos    | Charlotte Hornets      |
| 1994-95   | Anthony Mason       | Ala         | Estados Unidos    | New York Knicks        |
| 1995-96   | Toni Kukoč          | Ala         | Croácia           | Chicago Bulls          |
| 1996-97   | John Starks         | Armador     | Estados Unidos    | New York Knicks        |
| 1997-98   | Danny Manning       | Ala         | Estados Unidos    | Phoenix Suns           |
| 1998-99   | Darrell Armstrong   | Armador     | Estados Unidos    | Orlando Magic          |
| 1999-00   | Rodney Rogers       | Ala         | Estados Unidos    | Phoenix Suns           |
| 2000-01   | Aaron McKie         | Armador     | Estados Unidos    | Philadelphia 76ers     |
| 2001-02   | Corliss Williamson  | Ala         | Estados Unidos    | Detroit Pistons        |
| 2002-03   | Bobby Jackson       | Armador     | Estados Unidos    | Sacramento Kings       |
| 2003-04   | Antawn Jamison      | Ala         | Estados Unidos    | Dallas Mavericks       |
| 2004-05   | Ben Gordon          | Armador     | Estados Unidos[a] | Chicago Bulls          |
| 2005-06   | Mike Miller         | Ala-Armador | Estados Unidos    | Memphis Grizzlies      |
| 2006-07   | Leandro Barbosa     | Armador     | Brasil            | Phoenix Suns           |
| 2007-08   | Manu Ginóbili       | Armador     | Argentina         | San Antonio Spurs      |
| 2008-09   | Jason Terry         | Armador     | Estados Unidos    | Dallas Mavericks       |
| 2009-10   | Jamal Crawford      | Armador     | Estados Unidos    | Atlanta Hawks          |
| 2010-11   | Lamar Odom          | Ala         | Estados Unidos    | Los Angeles Lakers     |
| 2011-12   | James Harden^       | Armador     | Estados Unidos    | Oklahoma City Thunder  |
| 2012-13   | J. R. Smith         | Armador     | Estados Unidos    | New York Knicks        |
| 2013-14   | Jamal Crawford (2)  | Armador     | Estados Unidos    | Los Angeles Clippers   |
| 2014-15   | Lou Williams        | Armador     | Estados Unidos    | Toronto Raptors        |
| 2015-16   | Jamal Crawford (3)  | Armador     | Estados Unidos    | Los Angeles Clippers   |
| 2016-17   | Eric Gordon^        | Armador     | Estados Unidos    | Houston Rockets        |
| 2017-18   | Lou Williams (2)    | Armador     | Estados Unidos    | Los Angeles Clippers   |
| 2018-19   | Lou Williams (3)    | Armador     | Estados Unidos    | Los Angeles Clippers   |
| 2019-20   | Montrezl Harrell^   | Pivô        | Estados Unidos    | Los Angeles Clippers   |
| 2020-21   | Jordan Clarkson^    | Armador     | Estados Unidos    | Utah Jazz              |
| 2021-22   | Tyler Herro^        | Ala-armador | Estados Unidos    | Miami Heat             |
| 2022-23   | Malcolm Brogdon^    | Ala-armador | Estados Unidos    | Boston Celtics         |
| 2023-24   | Naz Reid^           | Pivô        | Estados Unidos    | Minnesota Timberwolves |
| 2024-25   | Payton Pritchard^   | Armador     | Estados Unidos    | Boston Celtics         |

## Múltiplos vencedores
| Prêmios | Jogador         | Time (s)                                 | Temporadas               |
| ------- | --------------- | ---------------------------------------- | ------------------------ |
| 3       | Lou Williams    | Toronto Raptors Los Angeles Clippers (2) | 2014–15 2017–18, 2018–19 |
| 3       | Jamal Crawford  | Atlanta Hawks Los Angeles Clippers (2)   | 2009–10 2013–14, 2015–16 |
| 2       | Kevin McHale    | Boston Celtics                           | 1984–85, 1985–86         |
| 2       | Ricky Pierce    | Milwaukee Bucks                          | 1986–87, 1989–90         |
| 2       | Detlef Schrempf | Indiana Pacers                           | 1990–91, 1991–92         |